# Szénbányász emlékmű (Dorog)

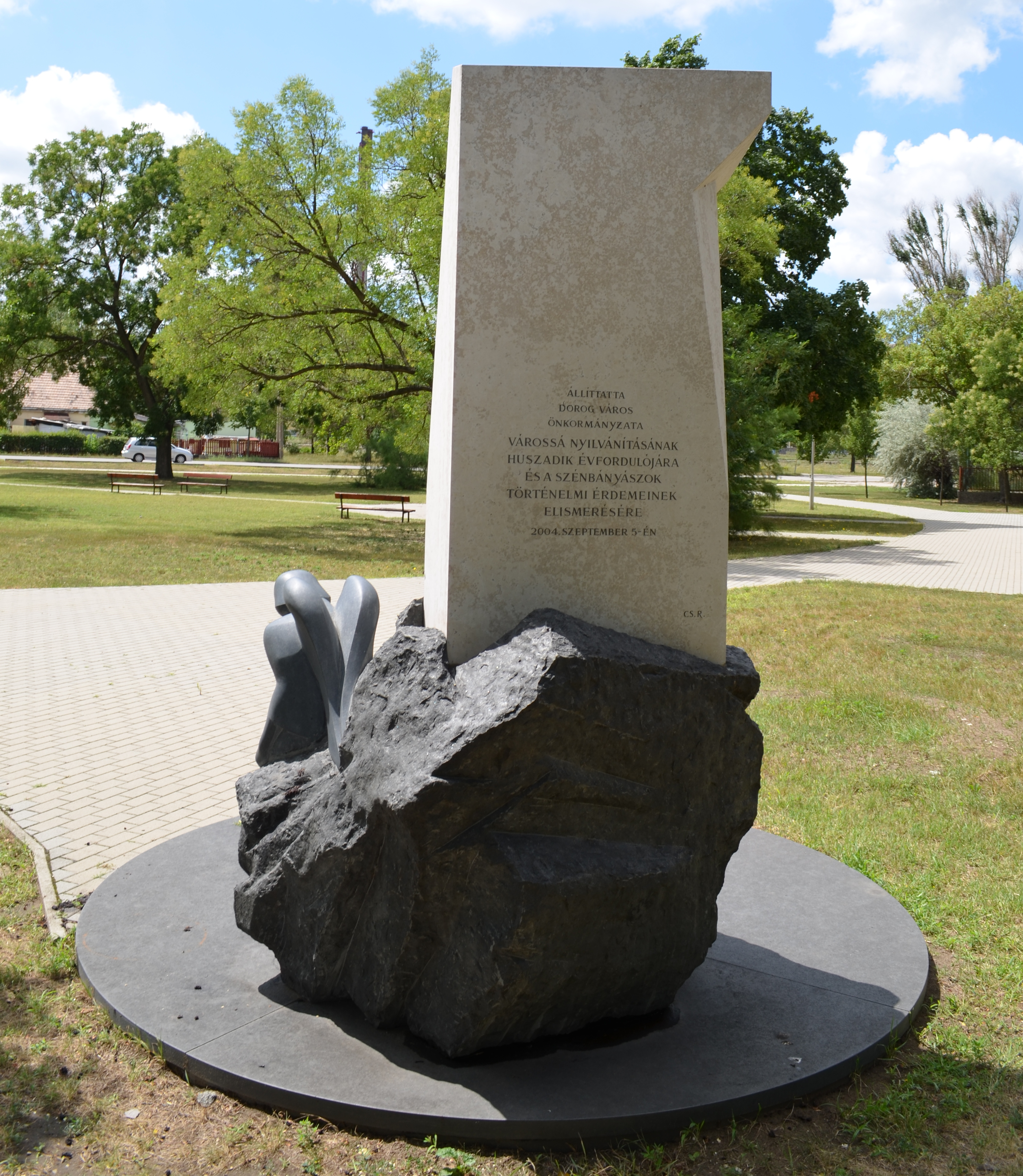
Az emlékmű és a felirat a mészkövön

A szénbányász emlékmű egy szobor a Szent Borbála-bányásztemplom szomszédságában, Dorogon.

## Története
Helyén a világháború előtt egy szénoltár állt angyalszobrokkal és kápolnával. A Csíkszentmihályi Róbert készítette emlékművet 2004 szeptemberében állították, Dorog várossá nyilvánításának huszadik évfordulójára, egyben a szénbányászok történelmi érdemeinek elismeréseként.
A szobor anyaga mészkő és gránit. A sötét gránit a szenet jelképezni. Ezen ül lehajtott fejjel egy angyal, aki szomorú a bányabezárás miatt.